# Daniel Trenton
Daniel Trenton (n. 1 martie 1977, Melbourne, Victoria, Australia) este un taekwondist ce a reprezentat Australia, medaliat olimpic. A participat la 2 ediții ale Jocurilor Olimpice (2000, 2004) în care a câștigat o medalie de argint.